# 陈伊林
陈伊林（1913年—1984年10月18日），男，广东梅县人，中国政治人物、社会活动家，中国农工民主党中央委员会原常务委员，广东省政协原副主席，第三、四届全国政协委员，第五、六届全国人大代表。